# Minerbio
Minerbio (en dialecte bolonyès: Mnirbi o Mnérbi) és un comune (municipi) de la Ciutat metropolitana de Bolonya (antiga província de Bolonya), a la regió italiana d'Emília-Romanya, situat uns 15 km al nord-est de Bolonya.
Minerbio limita amb els següents municipis: Baricella, Bentivoglio, Budrio, Granarolo dell'Emilia i Malalbergo.
L'1 de gener de 2018 tenia 8.760 habitants.

## Ciutats agermanades
Minerbio està agermanat amb:
- Camugnano, Itàlia
- Hirrlingen, Alemanya
- Hajós, Hongria